# Championnat soviétique de Formule 1 1971
Navigation
1970 1972
La saison 1971 du championnat soviétique de Formule 1 est la neuvième édition du championnat soviétique de Formule 1. Marqué par la domination des Estonia-16M, l’estonien Madis Laiv remporte son premier titre au terme de la saison.

## Règlement sportif
À la suite de la domination dans le bloc soviétique, de Yuri Andreev lors de la manche d’ouverture du championnat soviétique de Formule 1 1970 à Minsk sur une De Sanctis - Ford Cosworth, l’URSS augmente fortement les taxes à l’importation de moteur ou de châssis extérieur au bloc soviétique.
Le mode d’attribution des points de cette saison n’est pas connu.

## Principaux engagés
Liste complète des écuries et pilotes ayant couru dans le championnat soviétique de Formule 1 1971.
| Écurie           | Constructeur | Châssis      | Moteur              | Pneus                   | Pilotes              | Courses |
| ---------------- | ------------ | ------------ | ------------------- | ----------------------- | -------------------- | ------- |
| DOSAAF           | Estonia      | Estonia-16M  | Moskvich-412 1.5 L4 |                         | Henri Saarm          | 1-3     |
| DOSAAF           | Estonia      | Estonia-16M  | Moskvich-412 1.5 L4 | Anatoli Alkhimovich     | 1-3                  |         |
| DOSAAF           | Estonia      | Estonia-16   | Moskvich-412 1.5 L4 |                         | Anatoli Argentov     | 1-3     |
| DOSAAF           | Estonia      | Estonia-16   | Moskvich-412 1.5 L4 | Stanislas Gess-de-Calve | 2-3                  |         |
| DOSAAF           | Estonia      | Estonia-9    | Wartburg-312 1.0 L  |                         | Pyotr Evstafiev      | 2-3     |
| DOSAAF           | Melkus       | Melkus-65    | Wartburg-312 1.0 L  |                         | Victor Tyagunenko    | 2-3     |
| DOSAAF           | ?            | ?            | ?                   |                         | Antanas Andrushka    | 1       |
| DOSAAF           | ?            | ?            | ?                   | Pjatras Daunoravichyus  | 1                    |         |
| DOSAAF           | ?            | ?            | ?                   | Valeri Dorofejev        | 1                    |         |
| Travail          | Moskvich     | Moskvich-G5  | Moskvich-412 1.5 L4 |                         | Vladimir Simonov     | 1-3     |
| Travail          | Moskvich     | Moskvich-G5  | Moskvich-412 1.5 L4 | Yuri Terenetski         | 2-3                  |         |
| Spartak          | Estonia      | Estonia-16M  | Moskvich-412 1.5 L4 |                         | Vladimir Glurdzhidze | 1       |
| Spartak          | Estonia      | Estonia-16   | Moskvich-412 1.5 L4 |                         | Stanislas Fomichyov  | 1-3     |
| Spartak          | Estonia      | Estonia-9    | Wartburg-312 1.0 L  |                         | Yuri Andreev         | 1-3     |
| Spartak          | ACK          | ACK          | Volga-GAS-21 L      |                         | Eduard Markovski     | 1-3     |
| Spartak          | Leningrad    | Leningrad-2  | Moskvich-412 1.5 L4 |                         | Nikolai Ivanov       | 2-3     |
| Spartak          | Leningrad    | Leningrad-1M | Moskvich-412 1.5 L4 |                         | Yuri Frolov          | 2-3     |
| Kalev            | Estonia      | Estonia-16M  | Moskvich-412 1.5 L4 |                         | Madis Laiv           | 1-3     |
| Trudovye Reservi | K-2000       | K-2000       | Moskvich-412 1.5 L4 |                         | Vladimir Kapsheyev   | 2-3     |
| Trudovye Reservi | Kharkiv      | Kharkiv-L4   | Moskvich-412 1.5 L4 |                         | Valeri Lorent        | 2       |

## Résumé du championnat soviétique 1971
Deux nouvelles voitures apparaissent en début de saison avec la volonté de remporter ce championnat. Estonia aligne la nouvelle Estonia-16M, évolution de l’Estonia-16 favorite de la saison 1970 qui n’avait aucune chance face à la De Sanctis - Cosworth, mue par un moteur Moskvich-412 de 1 478 cm³. Quatre Estonia-16M sont au départ de la première épreuve à Minsk-Borovaya.
Le constructeur Moskvich choisit d’aligner sa nouvelle Moskvich-G5 mue par son nouveau moteur Moskvich-412-2B de 1 478 cm³, plus puissant (100 cv contre 92 cv) et moins gourmand que la précédente version. Deux Moskvich-G5 sont prévues pour la saison mais une seule prend le départ de la première course.
Les trois courses de la saison sont remportées par les Estonia-16M, Yuri Andreev, le champion soviétique sortant, réussit la performance de placer son Estonia-9 à deux reprises sur la seconde marche du podium. La nouvelle Moskvich-G5 ne réussit à entrer dans le top 3 qu’à une seule occasion, la seconde place à Riga-Bikernieki.
À l’arrivée de son Grand Prix à domicile, l’Estonien Madis Laiv remporte son unique titre de champion soviétique de Formule 1 sur son Estonia-16M ; il devance au championnat son compatriote Henri Saarm.

## Grands Prix de la saison 1971
Ce neuvième championnat soviétique compte trois épreuves au calendrier.
- Borovaya
- Katsergiene
- Pirita Kose

## Classement des pilotes
| Classement | Pilote                  | Total | BEL  | LAT  | EST  |
| ---------- | ----------------------- | ----- | ---- | ---- | ---- |
| Champion   | Madis Laiv              | 266   | 1er  | 4e   | 1er  |
| 2          | Henri Saarm             | 169   | Abd. | 1er  | 3e   |
| 3          | Yuri Andreev            | 164   | 2nd  | Abd. | 2nd  |
| 4          | Anatoli Alkhimovich     | 141   | 4e   | 8e   | 5e   |
| 5          | Vladimir Simonov        | 120   | 5e   | 7e   | 7e   |
| 6          | Victor Tyagunenko       | 113   | -    | 3e   | 6e   |
| 7          | Yuri Terenetski         | 86    | -    | 2e   | Abd. |
| 8          | Pyotr Evstafiev         | 82    | -    | 10e  | 4e   |
| 9          | Stanislas Fomichyov     | 79    | Abd. | 5e   | 8e   |
| 10         | Eduard Markovski        | 69    | 3e   | Abd. | Abd. |
| 11         | Stanislas Gess-de-Calve | 65    | -    | 6e   | 9e   |
| 12         | Vladimir Kapsheyev      | 39    | -    | 9e   | 10e  |
| 13         | Vladimir Glurdzhidze    | 38    | 6e   | -    | -    |
| 14         | Anatole Argentov        | 31    | 7e   | Abd. | 11e  |
| 15         | Antanas Andrushka       | 0     | Nc   | -    | -    |
| 15         | Nikolai Ivanov          | 0     | -    | Nc   | Abd. |
| 15         | Valeri Dorofejev        | 0     | Abd. | -    | -    |
| 15         | Pjatras Daunoravichyus  | 0     | Abd. | -    | -    |
| 15         | Yuri Frolov             | 0     | -    | Abd. | Abd. |
| 15         | Valeri Lorent           | 0     | -    | Abd. | -    |

## Sources
- (ru) ussr-autosport.ru
- (en) Soviet Formula 1 Championship - Team DAN
- (en)